# Karpílovka
Karpílovka (en rus: Карпиловка) és un poble de l'óblast de Briansk, a Rússia, segons el cens del 2010 tenia 335 habitants. Pertany al districte de Zlinka.